# Hieracium sabaudum subsp. vagum
Hieracium sabaudum subsp. vagum (sin. Hieracium vagum Jord.), trajnica iz porodice glavočika. Neki je smatraju za posebnu vrstu (što nije priznato), kod drugih autora, podvrsta je vrste H. sabaudum.
Raširena je po srednjoj, jugozapadnoj, jugoistočnoj Europi (uključujući i Hrvatsku), istočnoj Europi, Kavkazu i Turskoj.

## Sinonimi
- Hieracium boreale microgen. vagum (Jord.) Sudre; Hierac. Centre France, 27 (1902)
- Hieracium boreale subsp. vagum (Jord.) Rouy
- Hieracium boreale var. calvatum F.Hanb.
- Hieracium boreale var. vagum (Jord.) Gren. & Godr.; Fl. France, 385 (1850)
- Hieracium calvatum (F.Hanb.) Pugsley
- Hieracium croceostylum Pugsley; J. Linn. Soc., Bot. Lond., Bot. 54: 310 (1948)
- Hieracium sabaudum f. calvatum (F.Hanb.) Zahn
- Hieracium sabaudum var. latifolium Gaudin
- Hieracium sabaudum var. ovatum G.Mey. ex Neilr.; Fl. Wien 293 (1846)
- Hieracium sublactucaceum var. radnoricum Druce & Zahn
- Hieracium subquercetorum Pugsley
- Hieracium vagum f. croceostylum (Pugsley) P.D.Sell
- Hieracium vagum Jord.; Cat. Jard. Grenoble 1849: 21 (1849)

## Vanjske poveznice
|  | Zajednički poslužitelj ima još gradiva o temi Hieracium sabaudum subsp. vagum |
|  | Wikivrste imaju podatke o taksonu Hieracium sabaudum subsp. vagum             |